# Церковь Покрова Пресвятой Богородицы (Биринши Мамыр)
Церковь Покрова Пресвятой Богородицы — православная церковь конца XIX века в селе Биринши Мамыр Туркестанской области Казахстана. Входит в список памятников истории и культуры местного значения Туркестанской области.

## Архитектура
Построена из жжёного кирпича на бутовом фундаменте. Утрачены звонница, ажурные решётки оконных проёмов, убранство интерьера. Объёмно-пространственная композиция состоит из прямоугольного в плане храма с высокой двухскатной кровлей, трёхчастного алтаря с гранёными апсидами с восточной стороны и входной частью со звонницей наверху с западной.
Трёхчастную композицию фасадов, поделенных лопатками, подчёркивают сдвоенные арочные окна в каждой части, завершённые фризом с фигурной кладкой. Декоративное оформление фасадов завершает карниз с фигурной кирпичной кладкой. Главный вход оформлен порталом с рустованными архивольтом арочного проёма и боковыми устоями. В основе планировочной структуры продольно-осевая композиция включает входную часть с лестничным ходом на звонницу, прямоугольный в плане зал церкви с алтарём. В интерьере сохранились наборные полы из кирпича, выложенного в «ёлку».